# 1322
- Wikisource

| Calendário gregoriano                                                        | 1322 MCCCXXII                                        |
| Ab urbe condita                                                              | 2075                                                 |
| Calendário arménio                                                           | 771 – 772                                            |
| Calendário bahá'í                                                            | -522 – -521                                          |
| Calendário budista                                                           | 1866                                                 |
| Calendário chinês                                                            | 4018 – 4019 Início a 18 de janeiro (aproximadamente) |
| Calendário copta                                                             | 1038 – 1039                                          |
| Calendário etíope                                                            | 1314 – 1315                                          |
| Calendários hindus - Vikram Samvat - Calendário nacional indiano - Cáli Iuga | 1377 – 1378 1243 – 1244 4422 – 4423                  |
| Calendário Holoceno                                                          | 11322                                                |
| Calendário islâmico                                                          | 722 – 723                                            |
| Calendário judaico                                                           | 5082 – 5083                                          |
| Calendário persa                                                             | 700 – 701                                            |
| Calendário rúnico                                                            | 1572                                                 |
| Calendário solar tailandês                                                   | 1865                                                 |

1322 (MCCCXXII, na numeração romana) foi um ano comum do século XIV do Calendário Juliano, da Era de Cristo, a sua letra dominical foi C (52 semanas), teve início a uma sexta-feira e terminou também a uma sexta-feira.
| Ano completo                       |
| ---------------------------------- |
| Ano comum com início à sexta-feira |

## Nascimentos
- 4 de novembro — Matteo Corsini, humanista, literato, mercador e conde palatino florentino  (m. 1402).

## Mortes
- 3 de janeiro — rei Filipe V da França (n. 1293).
- 13 de fevereiro — Andrônico II, Imperador Bizantino  (n. 1260).
- 16 de novembro — Nácer, quarto sultão do Reino Nacérida de Granada entre 1309 e 1314  (n. 1287).